# 莱赫
莱赫，是匈牙利包尔绍德-奥包乌伊-曾普伦州所辖的一个村。总面积8.45平方公里，总人口470，人口密度55.6人/平方公里（2011年1月1日）。